# Acacia catechu
Acacia catechu är en ärtväxtart som först beskrevs av Carl von Linné d.y., och fick sitt nu gällande namn av Carl Ludwig von Willdenow. Acacia catechu ingår i släktet akacior, och familjen ärtväxter. Utöver nominatformen finns också underarten A. c. sundra.

## Bildgalleri

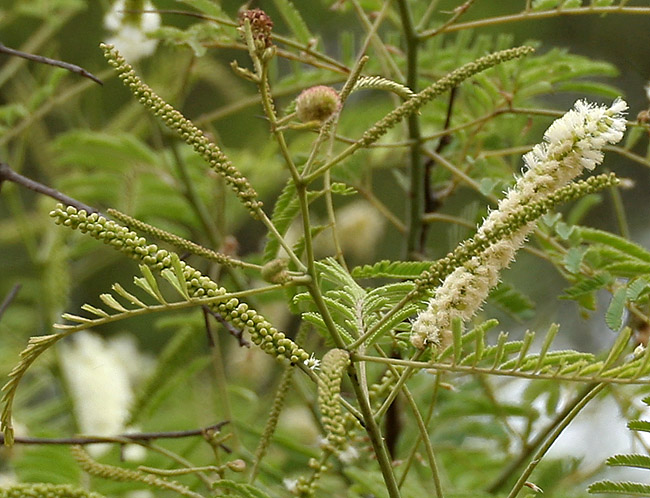
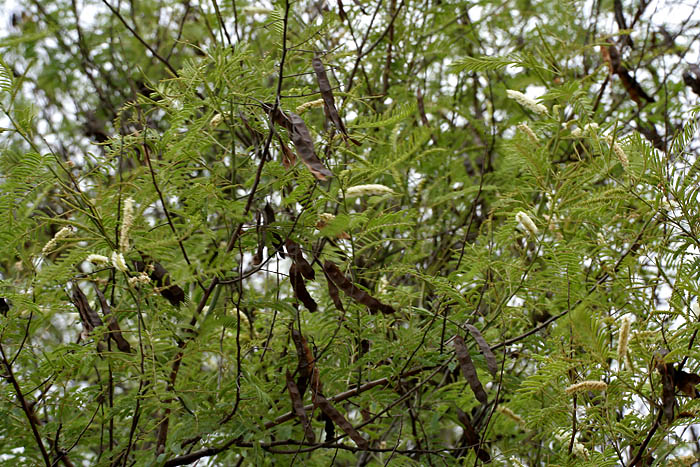
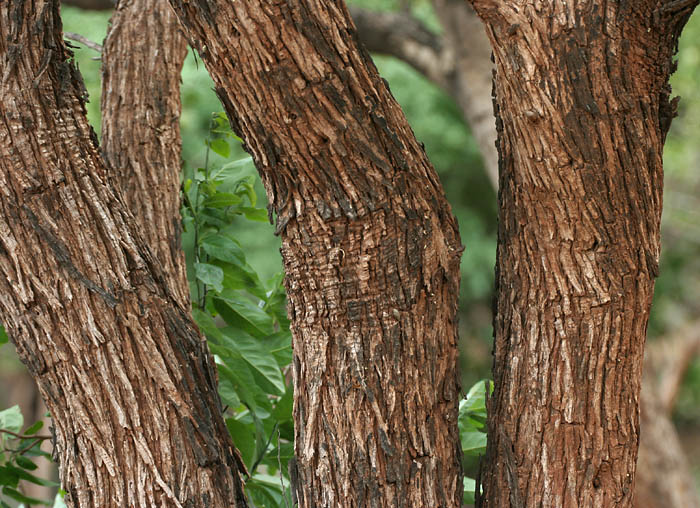
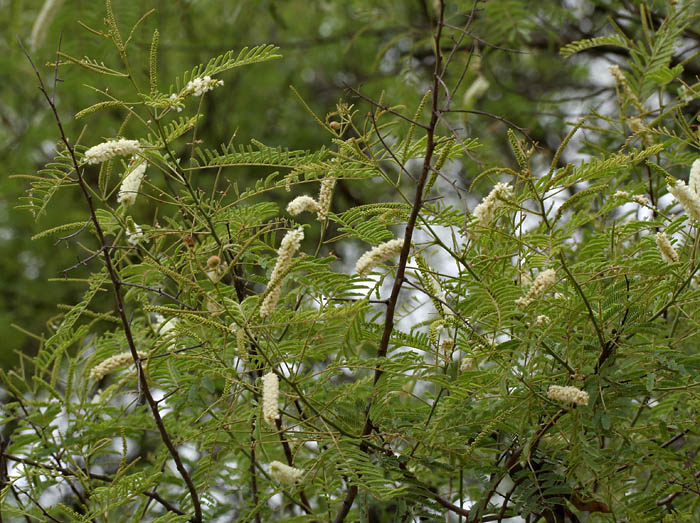
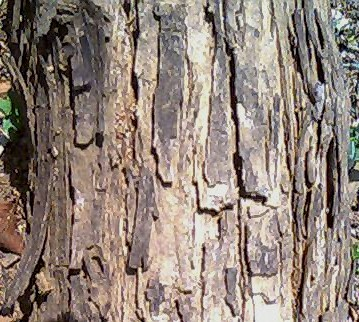
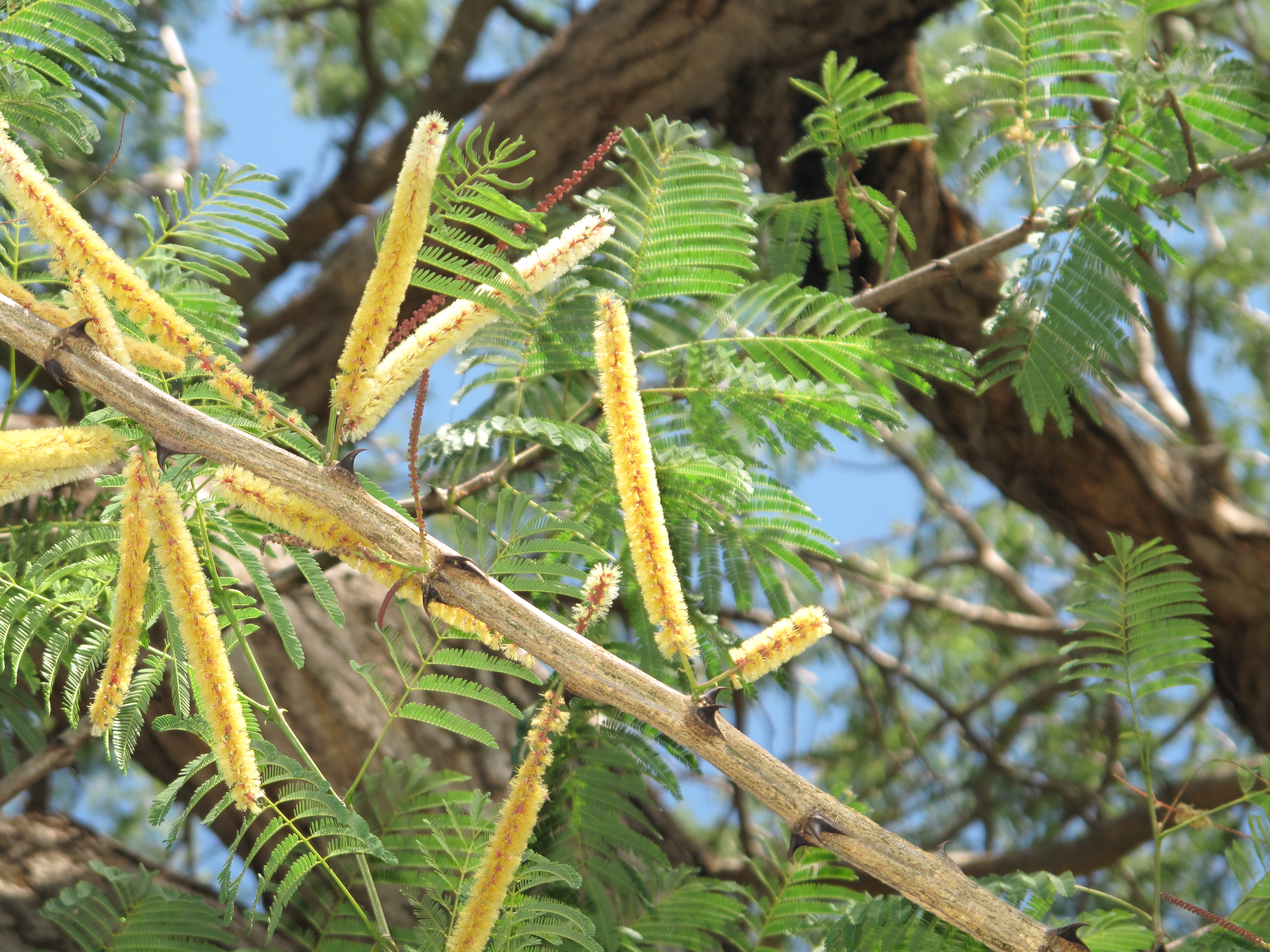